# Лис Іван Миколайович
Іва́н Микола́йович Лис (псевдо «Сторчан», «батько Микола»; нар. 1921, село Дермань Друга, нині Здолбунівського району Рівненської області, Україна — пом. 24 квітня 1944, Гурби) — український військовик, старшина УПА, командир куреня «Сторчана» в складі групи УПА-Південь.

## Життєпис
Ігор Вітик та Юлія Вітик у книзі «Україна у вирі боротьбі за незалежність: ХХ століття» (Видавець Вадим Карпенко, 2013) в розділі «До річниці гурбенських боїв» подають коротку біографію командира «Сторчана»:

| Командир «Сторчан» — родом з Остріжчени. Старий та працьовитий революціонер. З 1939 р. в еміграції, у 1942 р. ув'язнений німцями за влаштування друзям втечі з в'язниці, з осені 1943 р. старшина УПА, в лютому 1944 р. з військом без втрат переходить радянсько-німецький фронт. Улюбленець бійців і командирів. Добрий вояка, мав за собою низку вдалих боїв. |
Загинув 24 квітня 1944 року, під час битви під Гурбами.
Смерть Сторчана описав його побратим та очевидець тих подій Олексій Борисович Поліщук, відомий під псевдонімом «Племінник», під час реконструкції битви під Гурбами у квітні 2014 року:

| …Безуспішно наступав ворог, і героїчно помер у нерівному рукопашному бою курінний Іван Лис «Сторчан» зі своїм відділом у 60 бійців…[2] |